# Why Don't We (組合)
天生一團（英語：Why Don't We，簡稱WDW），是一支美國流行男子樂團，成立於2016年9月27日，由喬納·瑪萊斯（Jonah Marais）、科賓·貝森（Corbyn Besson）、丹尼爾·席維（Daniel Seavey）、傑克·阿弗瑞（Jack Avery）和扎克·赫倫（Zach Herron）等五名成員所組成。
2021年，發布第二張錄音室專輯《潮起潮落》後傳出遭經紀人大衛·洛夫勒（David Loeffler）虐待的新聞，導致他們暫停所有演藝事務將近半年，他們找回前經紀人蘭迪·菲利浦（Randy Phillips）對洛夫勒提起訴訟。2022年7月7日，宣布經紀人洛夫勒、菲利浦與天生一團之間的法律訴訟尚未完成，宣告休團。2023年9月，五名成員宣布天生一團和Signature娛樂於2016年簽下的七年合約正式終止。

## 音樂生涯

### 2016年：只是個開始
迷你專輯《只是個開始》在11月25日發佈，收錄了六首歌曲：〈Taking You〉、〈Nobody Gotta Know〉、〈Just to See You Smile〉、〈On My Way〉、〈Perfect〉和〈Free〉。其中〈Taking You〉和〈Nobody Gotta Know〉分別在YouTube上累積3,079萬及3,155萬的觀看次數。

### 2017年：發行多張迷你專輯
《與眾不同》 在最佳熱門發現專輯榜獲得第6名的佳績，同名主打歌在上的觀看次數高達5,777萬;《為什麼我們還在猶豫》在最佳熱門發現專輯榜獲得第1名的佳績;《邀請函》 為 Why Don't We 首次登上告示牌兩百強專輯榜第113名、在最佳熱門發現專輯榜獲得第2名的佳績、紐西蘭前40強專輯榜則獲得第7名;《一個Why Don't We相伴的聖誕》在2017年11月23日發行。

### 2018年：Why Don't We巡迴演唱會、首張錄音室專輯
〈Trust Fund Baby〉的MV的觀看次數累積7,692萬，〈Hooked〉在YouTube上MV的觀看次數累積5,706萬，〈Talk〉的MV在YouTube上首24小時的觀看次數達到6,371萬。
2018年6月5日，開始他們首個巡迴演唱會。同年8月31日，宣布首張專輯《真愛宣言》將會發行。
2021年1月15日，他們發行了第二張專輯《潮起潮落》。

### 2021年–2025年：對經紀公司提出訴訟
2021年9月10日，成員控訴遭到經紀人大衛·洛夫勒（David Loeffler）精神、情感和經濟上的虐待。
2022年4月5日，Why Don't We原定於今年6月在鹽湖城開場的北美巡迴演唱會，由於經理人正在進行的法律訴訟而推遲至7月，現任經紀人蘭迪·菲利浦（Randy Phillips）和前任經紀人大衛·洛夫勒（David Loeffler）兩人為了爭奪天生一團的管理權，而與他們的經紀公司Signature娛樂（Signature Entertainment）和PDM III相互起訴——這兩家公司擁有樂團的「指揮和控制權」和樂團五名成員獨奏生涯的專有權，以及樂團的音樂作品和所有收入來源。
2022年7月7日，宣布與經紀人洛夫勒及菲利浦以及正在進行的法律程序尚未完成，宣告休團。根據告示牌的報導，Why Don't We 目前正在向加州勞工委員會請求終止與洛夫勒的契約，理由是違反了該州的《人才代理法》。
2023年9月，成員丹尼爾·席維因訴訟案而被迫暫停個人巡迴演出，約兩週後，五名團員各自在社群媒體宣布他們與經紀公司的七年合約正式終止，之後他們便可重新回歸舞台演出、自行決定發布歌曲。
2025年2月，Why Don't We與經紀公司長達4年的訴訟告終，成員們失去團名的使用權，並宣布樂團正式解散，未來將各自單飛發展。

## 成員
- 喬納·瑪萊斯（Jonah Marais Roth Frantzich，1998年6月16日—）

來自明尼蘇達州斯蒂爾沃特，是天生一團年齡最長的成員。
- 科賓·貝森（Corbyn Matthew Besson，1998年11月25日—）

來自德克薩斯州達拉斯，中學時期曾搬到維吉尼亞州居住。他的外祖母是荷蘭人，所以他本身帶有四分之一的荷蘭血統。
- 丹尼爾·席維（Daniel James Seavey，1999年4月2日—）

來自俄勒岡州波特蘭，從小開始學習各種樂器，天生一團的歌幾乎都是由他製作與譜寫的。
- 傑克·阿弗瑞（Jack Robert Avery，1999年7月1日—）

出生於加利福尼亞州伯班克，成長於賓夕法尼亞州薩斯奎哈納。2018年，他開始與加布里埃拉·「蓋比」·岡薩雷斯（Gabriela "Gabbie" Gonzalez）交往；2019年4月22日，17歲的蓋比誕下一女菈雯德·阿弗瑞（Lavender May Avery），不久後兩人分手。
- 扎克·赫倫（Zachary Dean Herron，2001年5月27日—）

來自德克薩斯州達拉斯，是天生一團最年輕的成員。

## 音樂作品

### 錄音室專輯
- 《真愛宣言（英语：8 Letters）》（2018年）
- 《潮起潮落（英语：The Good Times and the Bad Ones）》（2021年）

## 演唱會

### 巡迴演唱會
- Taking You Tour（2017年）
- Something Different Tour（2017年）
- Invitation Tour（2018年）[11]
- 8 Letters Tour（2019年）
- The Good Times Only Tour（2022年，暫停）

## 獎項及提名
| 年份 | 大獎                    | 獎項                                                       | 入圍者                                                     | 結果 | Ref.   |
| ---- | ----------------------- | ---------------------------------------------------------- | ---------------------------------------------------------- | ---- | ------ |
| 2018 | iHeartRadio音樂錄影帶獎 | 粉絲最愛新人 Fan Fave New Artist                           | 粉絲最愛新人 Fan Fave New Artist                           | 提名 | [ 19 ] |
| 2018 | iHeartRadio音樂獎       | 最佳男團 Best Boy Band                                     | 最佳男團 Best Boy Band                                     | 提名 | [ 20 ] |
| 2018 | MTV歐洲音樂大獎         | 最推崇藝人 Best Push                                       | 最推崇藝人 Best Push                                       | 提名 | [ 21 ] |
| 2018 | MTV音樂錄影帶大獎       | 年度最推崇藝人 Push Artist of the Year                     | 年度最推崇藝人 Push Artist of the Year                     | 提名 | [ 22 ] |
| 2018 | BreakTudo獎             | 國際最佳新人 Revelação Internacional                       | 國際最佳新人 Revelação Internacional                       | 獲獎 | [ 23 ] |
| 2018 | 迪士尼電台音樂獎        | 最佳新人 Best New Artist                                   | 最佳新人 Best New Artist                                   | 提名 | [ 24 ] |
| 2018 | 迪士尼電台音樂獎        | 最佳洗腦歌曲 Best Song to Lip Sync to                      | 〈These Girls〉                                            | 提名 | [ 24 ] |
| 2018 | 青少年票選獎            | 最佳音樂團體 Choice Music Group                            | 最佳音樂團體 Choice Music Group                            | 提名 | [ 25 ] |
| 2018 | 青少年票選獎            | 最佳團體歌曲 Choice Song: Group                            | 〈Trust Fund Baby〉                                        | 提名 | [ 25 ] |
| 2018 | 兒童票選獎              | YouTube最受歡迎音樂創作者 Favorite Musical YouTube Creator | YouTube最受歡迎音樂創作者 Favorite Musical YouTube Creator | 提名 | [ 26 ] |
| 2019 | BreakTudo獎             | 樂壇新秀 Artista em Ascensão                               | 樂壇新秀 Artista em Ascensão                               | 提名 | [ 27 ] |
| 2019 | iHeartRadio音樂獎       | 最佳粉絲 Best Fan Army                                     | Limelights                                                 | 提名 | [ 28 ] |
| 2019 | iHeartRadio音樂獎       | 最佳舞台攝影師 Favorite Tour Photographer                  | Zack Caspary                                               | 提名 | [ 28 ] |
| 2019 | MTV音樂錄影帶大獎       | 最佳組合 Best Group                                        | 最佳組合 Best Group                                        | 提名 | [ 29 ] |
| 2019 | 青少年票選獎            | 最佳音樂團體 Choice Music Group                            | 最佳音樂團體 Choice Music Group                            | 獲獎 | [ 30 ] |
| 2019 | 青少年票選獎            | 最佳夏日團體 Choice Summer Group                           | 最佳夏日團體 Choice Summer Group                           | 提名 | [ 30 ] |
| 2019 | 青少年票選獎            | 最佳團體歌曲 Choice Song: Group                            | 〈8 Letters〉                                              | 提名 | [ 30 ] |
| 2019 | 兒童票選獎              | 最受歡迎社交音樂明星 Favorite Social Music Star            | 最受歡迎社交音樂明星 Favorite Social Music Star            | 提名 | [ 31 ] |
| 2020 | iHeartRadio音樂獎       | 最佳粉絲 Best Fan Army                                     | Limelights                                                 | 提名 | [ 32 ] |
| 2020 | iHeartRadio音樂獎       | 最佳舞台攝影師 Favorite Tour Photographer                  | Zack Caspary                                               | 獲獎 | [ 32 ] |

## 外部連結
| 串流音樂平台 - YouTube上的Why Don't We （页面存档备份，存于） - Apple Music上的Why Don't We （页面存档备份，存于） - Spotify上的Why Don't We （页面存档备份，存于） - KKBOX上的Why Don't We （页面存档备份，存于） 社群網站 - Why Don't We的Instagram帳戶 - Why Don't We的X（前Twitter） - Why Don't We的TikTok - Why Don't We的Facebook專頁 | 成員社群網站 - Corbyn Besson - Daniel Seavey - Jonah Marais - Jack Avery - Zach Herron |